# Zooconcepción
El Zoológico de Concepción es un zoológico privado, ubicado en la Región del Biobío y fundado en 1978.
Actualmente el Zoológico de Concepción consta de aproximadamente 51 especies distintas y un total de 340 animales. Junto a la diversidad de animales también es posible disfrutar de la abundante vegetación del lugar, que cuenta con una gran variedad de árboles.

## Historia

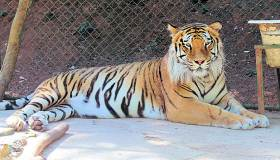
Tigre de Bengala

El Zoológico de Concepción fue fundado en 1978 por don Luis González Espinoza.
Como una iniciativa familiar, tiene sus orígenes en el momento en que, de forma privada, se criaban faisanes y otras especies que al vecindario llamaba la atención visitarlos, lo cual estaba permitido a quien lo deseara.
Tiempo después, el Servicio Agrícola y Ganadero (SAG) le otorgó la resolución de zoológico, lo cual permitió la nueva adquisición de diferentes especies, traídas en un principio desde Chillán y posteriormente del resto del país, principalmente desde zoológicos nacionales e internacionales.

## Especies
Hoy en día el zoológico cuenta con más de 51 especies distintas, y un total de 340 animales que día tras día atraen a un público muy diverso y de diferentes regiones de país.
Mamíferos 
- Gineta
- Puercoespín africano
- Pantera negra
- Mono caí
- Mara
- Tigre blanco
- Mono capuchino
- Canguro gris oriental
- León blanco
- Lémur de cola anillada
- Puma
- Ciervo dama
- Zorro culpeo
- Zorro chilla
- Tigre de bengala
- Jirafa
- Jabalí
- Oso pardo
- Papion sagrado
- León
- Llama
- Oveja de Somalía
- Vicuña
- Cebra común
- Pudú
- Oveja
- Ciervo blanco
- Muflón común
- Cabra de Juan Fernández

Aves
- Choroy
- Cata Australiana
- Inseparable de Fischer
- Cóndor Andino
- Jote de cabeza negra
- Guacamayo rojo
- Guacamayo azulamarillo
- Cacatúa ninfa
- Gallineta o gallina de Guinea
- Pavo real blanco
- Gallina mapuche
- Pavo real
- Faisán plateado
- Faisán de Swinhoe
- Cachaña
- Avestruz
- Coscoroba
- Flamenco chileno
- Tucúquere
- Peuco
- Águila mora
- Concón
- Ñandú común
- Emú común
- Cisne vulgar

Reptiles
- Tortuga de orejas rojas